# Szneur Zalman z Ladów

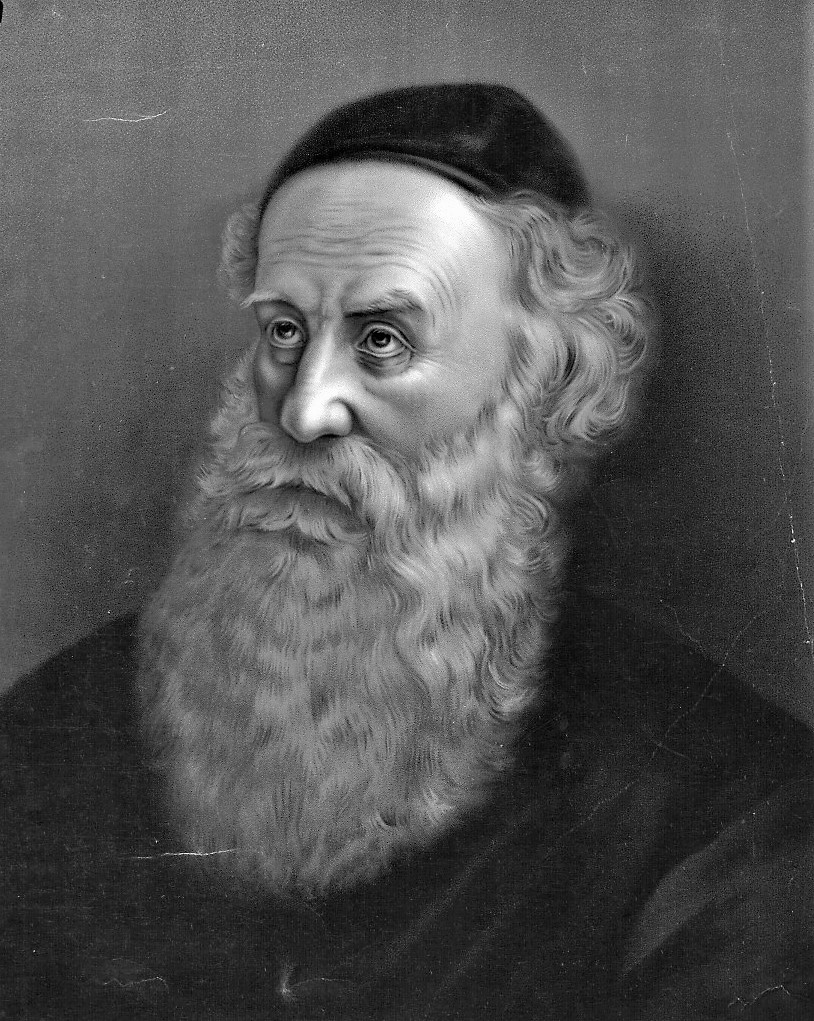
Szneur Zalman z Ladów

Szneur (Szneurson; Sznejerson; Szneerson; Szneersohn) Zalman (Załmen) ben Baruch z Ladów [znany również jako  Raw Zalman Lader (jid. Row Załmen Lader), Raw Zalman z Łoźnej (jid. Row Załmen Łozner), Baal ha-Tanja lub Alter Rebe] (hebr. שניאור זלמן מליאדי), (ur. 1745 w Łoźnej, zm. 24 Tevet 5573 wg kalendarza hebrajskiego = 27 grudnia 1812 w Penie w guberni kurskiej) – cadyk, założyciel i przywódca formacji chasydzkiej na Białorusi, zwanej chabad (chabadyzm) lub lubawicz (od nazwy miasteczka Lubawicz), wyróżniało go intelektualne podejście do religii.

## Życiorys
Szneur Zalman z Ladów urodził się w 1745 roku w mieście Łoźna w województwie witebskim Rzeczypospolitej (obecnie wschodnia Białoruś). Gdy miał 15 lat zmarł jego ojciec. Około 5 lat później Szneur dołączył do chasydów. Wstąpił do Bet ha-midraszu, gdzie uczył go Dow Ber z Międzyrzecza, z którym przez wiele lat studiował Kabałę oraz Talmud. Uważał go za swojego mistrza. W 1770 roku Dow Ber zlecił Zalmanowi napisanie nowej, chasydzkiej wersji Szulchan Aruch. Uczeń poświęcił temu dziełu wiele lat pracy, jednak zachowała się jego niewielka część, która została wydana po śmierci autora w 1814 roku pod tytułem Szulchan Aruch ha-Raw (hebr. Nakryty Stół [według] Rawa). Pozostałe fragmenty uległy zniszczeniu podczas pożaru.
Po śmierci Dow Bera Szneur Zalman rozpoczął współpracę z nauczycielem Menachemem Mendlem z Witebska. W 1772 roku udał się z nim do Wilna na spotkanie z przywódcą ortodoksji Elijahem ben Szlomu Zalmanem (znanym jako Gaon Wileński). Chcieli załagodzić konflikt pomiędzy chasydami a ortodoksyjnymi Żydami. Nie zostali jednak przyjęci, gdyż Gaon uważał ruch chasydzki za niebezpieczny.
W 1777 roku Menachem Mendel emigrował do Palestyny, jednak białoruscy chasydzi nadal uważali go za swojego przywódcę. Po śmierci cadyka w 1788 roku na ich czele stanął Szneur Zalman. Uważał on, w przeciwieństwie do współwyznawców, że nie jest pośrednikiem między Bogiem a ludźmi. Nie jest też obdarzony nadprzyrodzonymi mocami. Jego zdaniem każdy chasyd powinien nawiązać indywidualną relację z Bogiem a cadyk pełni jedynie rolę przewodnika i nauczyciela. Stanowisko to było trudne do przyjęcia dla społeczności chasydzkiej. Ostatecznie zdecydował, że nie obieca spełniać ziemskich potrzeb ludzi, ale będzie wysłuchiwał ich i starał się pomóc. W 1790 roku liczba chasydów odwiedzających go sięgnęła tysięcy. 
W 1796 roku Szneur Zalman opublikował pisane przez około 20 lat dzieło zatytułowane Likkutej Amarim (hebr. Zbiór powiedzeń), znane powszechnie jako Tanja (nauczyliśmy się). Natychmiast zyskało ono aprobatę wielu chasydów. Księga ta prezentuje żydowskie idee mistyczne dotyczące duchowego i moralnego rozwoju człowieka oraz wszechobecności Boga. Tanja dla wielu przeciwników chasydyzmu była podejrzanym dziełem, ponieważ odsłoniła zakryte dotąd tajemnice Tory. W październiku 1798 roku Zalman został oskarżony o działalność antypaństwową a następnie aresztowany. W petersburskim więzieniu poddano go licznym przesłuchaniom. Udało mu się odeprzeć oskarżenia i pod koniec listopada tego samego roku został zwolniony z więzienia. Dzień jego uwolnienia (19 Kislev) do dziś jest dla chabadzkich chasydów świętem. W 1801 został ponownie aresztowany pod zarzutem nielegalnej działalności, lecz i tym razem zwolniono go po około miesiącu. Po opuszczeniu Petersburga osiadł w Ladach. 
Podczas wojen napoleońskich otwarcie poparł reżim rosyjski i wzywał do tego chasydów, gdyż widział we Francuzach zagrożenie dla żydowskiej tradycji i autonomii religijnej. Po przegranej Rosjan Zalman postanowił uciec z całą swoją rodziną do Połtawy. W trakcie podróży zachorował i zmarł w 1812 roku w okolicy miasteczka Pena w Guberni kurskiej. Został pochowany w Hadziaczu.

## Dzieła

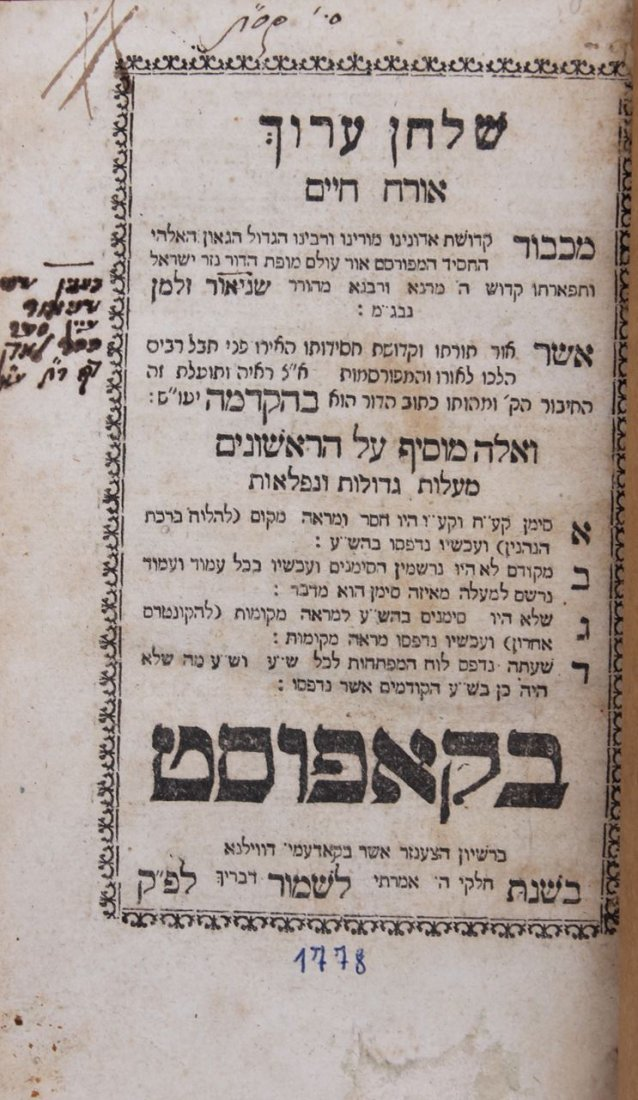
Szulchan Aruch Tanja

- Likkutei Amarim (Tanja) (hebr. ליקוטי אמרים \ תניא) (wyd. 1796) – księga studiowana codziennie przez cały rok. Cykl kończy się 19 dnia miesiąca Kislev – w rocznice uwolnienia Szneura Zalmana z petersburskiego więzienia;
- Szulchan Aruch ha-Raw (wyd. 1814) – podstawowa halachiczna księga chabadzkich chasydów;
- Likkutei Tora (wyd. 1848) – dzieło dotyczące fragmentów Tory oraz Pieśni nad Pieśniami przeznaczone do cotygodniowego odczytywania.